# The Play House
The Play House er en amerikansk stumfilm fra 1921 af Buster Keaton og Edward F. Cline.

## Medvirkende
- Buster Keaton som Mr. Brown
- Eddie Cline
- Virginia Fox
- Joe Roberts
- Monte Collins
- Joe Murphy
- Jess Weldon
- Ford West